# 巴隆博
12°21′S 14°46′E / 12.350°S 14.767°E
巴隆博（葡萄牙語：Balombo），是安哥拉的城鎮，位於該國西部，由本吉拉省負責管轄，西鄰博科約，面積2,635平方公里，2011年該城鎮人口30,000，人口密度每平方公里11人。